# Ulesta agitata
Ulesta agitata är en stekelart som först beskrevs av Matsumura och Tohru Uchida 1926.  Ulesta agitata ingår i släktet Ulesta och familjen brokparasitsteklar. Inga underarter finns listade i Catalogue of Life.